# Bahnstrecke Puyoô–Dax
| Dax, Hausbahnsteig, 2015 |                      |                                                                |                                                                |
| Streckennummer (SNCF): | 656 000              |                                                                |                                                                |
| Kursbuchstrecke (SNCF): | 54                   |                                                                |                                                                |
| Streckenlänge: | 30,3 km              |                                                                |                                                                |
| Spurweite: | 1435 mm (Normalspur) |                                                                |                                                                |
| Stromsystem: | 1,5 kV =             |                                                                |                                                                |
| Maximale Neigung: | 7 ‰                  |                                                                |                                                                |
| Zweigleisigkeit: | ja                   |                                                                |                                                                |
| |                      |                                                                |                                                                |
| \| \| \| Bahnstrecke Toulouse–Bayonne von Toulouse-Matabiau \| \| \| \| \| Bahnstrecke Puyoô–Mauléon von Mauléon \| \| \| \| 270,2 \| Puyoô \| 41m \| \| \| \| Bahnstrecke Toulouse–Bayonne nach Bayonne \| \| \| \| 276,6 \| Tunnel de Habas (288 m) \| Tunnel de Habas (288 m) \| \| \| 279,9 \| Misson-Habas \| 55m \| \| \| 288,0 \| Mimbaste \| 18 m \| \| \| 289,2 \| Luy (57 m) \| Luy (57 m) \| \| \| \| Bahnstrecke Dax–Mont-de-Marsan von Mont-de-Marsan \| \| \| \| 296,9 \| Peyrouton \| 23 m \| \| \| \| \| \| \| \| 299,0 \| Adour (166 m) Grenze Département Landes / Pyrénées-Atlantiques \| Adour (166 m) Grenze Département Landes / Pyrénées-Atlantiques \| \| \| \| \| \| \| \| \| Bahnstrecke Bordeaux–Irun von Irun \| \| \| \| 300,6 \| Dax \| 8 m \| \| \| \| Bahnstrecke Bordeaux–Irun nach Bordeaux Saint-Jean \| \| |                      |                                                                |                                                                |
| Strecke |                      | Bahnstrecke Toulouse–Bayonne von Toulouse-Matabiau             | Bahnstrecke Toulouse–Bayonne von Toulouse-Matabiau             |
| Abzweig geradeaus und ehemals von links |                      | Bahnstrecke Puyoô–Mauléon von Mauléon                          | Bahnstrecke Puyoô–Mauléon von Mauléon                          |
| Bahnhof | 270,2                | Puyoô                                                          | 41m                                                            |
| Abzweig geradeaus und nach links |                      | Bahnstrecke Toulouse–Bayonne nach Bayonne                      | Bahnstrecke Toulouse–Bayonne nach Bayonne                      |
| Tunnel | 276,6                | Tunnel de Habas (288 m)                                        | Tunnel de Habas (288 m)                                        |
| ehemaliger Bahnhof | 279,9                | Misson-Habas                                                   | 55m                                                            |
| ehemaliger Bahnhof | 288,0                | Mimbaste                                                       | 18 m                                                           |
| Brücke über Wasserlauf | 289,2                | Luy (57 m)                                                     | Luy (57 m)                                                     |
| Abzweig geradeaus und ehemals von rechts |                      | Bahnstrecke Dax–Mont-de-Marsan von Mont-de-Marsan              | Bahnstrecke Dax–Mont-de-Marsan von Mont-de-Marsan              |
| ehemaliger Bahnhof | 296,9                | Peyrouton                                                      | 23 m                                                           |
| |                      |                                                                |                                                                |
| Brücke über Wasserlauf | 299,0                | Adour (166 m) Grenze Département Landes / Pyrénées-Atlantiques | Adour (166 m) Grenze Département Landes / Pyrénées-Atlantiques |
| |                      |                                                                |                                                                |
| Abzweig geradeaus und von links |                      | Bahnstrecke Bordeaux–Irun von Irun                             | Bahnstrecke Bordeaux–Irun von Irun                             |
| Bahnhof | 300,6                | Dax                                                            | 8 m                                                            |
| Strecke |                      | Bahnstrecke Bordeaux–Irun nach Bordeaux Saint-Jean             | Bahnstrecke Bordeaux–Irun nach Bordeaux Saint-Jean             |

Die Bahnstrecke Puyoô–Dax ist eine zweigleisige, elektrifizierte Eisenbahnstrecke im Südwesten Frankreichs. In Puyoô zweigt sie von der Bahnstrecke Toulouse–Bayonne ab, um nach 30 km in Dax, der Hauptstadt des Départements Landes, auf die Bahnstrecke Bordeaux–Irun zu treffen. Die Kilometrierung wird vom Bahnhof Toulouse-Matabiau aus fortgesetzt.
Auf dieser Strecke werden die Unterwegs-Bahnhöfe seit 1970 nicht mehr bedient, weil kaum Nahverkehr stattfindet. Stattdessen ist sie als Lückenschluss zweier überregionaler Strecken wichtig. Sie verbindet den aus dem Mittelmeerraum kommenden Verkehr auf der Bahnstrecke Toulouse–Bayonne entlang der Pyrenäen mit dem nach Norden entlang der südlichen Hälfte der Silberküste abgehenden Verkehr auf der Bahnstrecke Bordeaux–Irun.

## Geschichte
Diese Strecke wurde zusammen mit der bereits genannten Bahnstrecke Toulouse–Bayonne durch kaiserlichen Erlass vom 23. Oktober 1856 für gemeinnützig erklärt und war Teil des Streckennetzes der Eisenbahngesellschaft Compagnie des chemins de fer du Midi. Die Genehmigung für den Bau, die am 1. August 1857 vom Ministerium für öffentliche Arbeiten erteilt wurde, erwähnte diese Strecke immer im Zusammenhang mit der Hauptstrecke von Toulouse. Die Kosten für den Bau der Infrastruktur in Höhe von 26 Mio. Franc wurden vom Staat finanziert, Bauausführung und späteren Betrieb übernahm das Unternehmen.
Die genaue Streckenführung war lange Zeit umstritten. Im Wesentlichen ging es um die Alternative einer direkteren, aber zwei Berge querenden, oder einer längeren, aber ohne nennenswerte Steigung geführten Strecke entweder im Tal der Gave de Pau oder zwischen den Tälern der Adour und seinen Nebenfluss Luy. Schließlich wählte man die Route entlang eines Kammes, der Dax südwestlich umging, und überquerte den zweiten Kamm dank eines Umweges zwischen Habas und Misson durch einen kurzen Tunnel, anstelle der ursprünglich vorgesehenen 670-Meter-Unterführung.
Gleichzeitig mit dem Abschnitt der Hauptstrecke Toulouse–Bayonne von Pau bei Puyoô konnte der Bau von Puyoô nach Dax am 4. März 1863 an die Compagnie du Midi in Auftrag gegeben werden. Der Tunnel wurde noch nicht am Tag der Eröffnung abgeschlossen, weil 42 der 288 Meter unverblendetes Gewölbe noch zu bauen blieb, sodass eine vorübergehende, knapp 2 km lange Umleitung oberhalb des Bauwerks eingerichtet werden musste, die es trotz einer Rampe von 23 ‰ Steigung ermöglichte, den Zugbetrieb aufzunehmen. Nach Fertigstellung des Tunnels brauchten die Züge von Pau ins 83 Kilometer entfernte Dax knapp zweieinhalb Stunden.
Die Elektrifizierung erfolgte im Jahr 1925. Die Compagnie du Midi baute gleichzeitig die Fahrleitung mit 1,5-kV und die Hauptstromversorgung. Im Unterschied zur Strecke nach Irun ist diese Strecke mit Betonstützen ausgestattet. Da die Stromversorgung nur von den beiden Umspannwerken Dax und Puyoô mit Rahmenleitungen ohne Zwischenverstärkungs-Unterstation versorgt wird, fällt die Netzspannung regelmäßig ab.
Während des Zweiten Weltkriegs wurde eines der beiden Gleise von den deutschen Besatzern abgebaut, sie ließen jedoch die Oberleitung hängen, die zwischen 1949 und 1950 aber abgeschaltet wurde. Die wachsende Zahl von nach Lourdes fahrenden Pilgerzügen verursachten auf der eingleisigen Strecke immer größere Schwierigkeiten, das Verkehrsaufkommen zu bewältigen. Anlässlich des 100-jährigen Bestehens der Marienerscheinungen von Lourdes 1958 wurde die Strecke wieder zweigleisig ausgebaut und mit dem einheitlichen Block manuel (BM) ausgestattet.